# Come of Age
Come of Age es el segundo álbum de estudio de la banda inglesa de indie rock The Vaccines, lanzado a la venta a través de Columbia Records el 3 de septiembre de 2012. El álbum está compuesto por once canciones, y la versión deluxe está compuesta por catorce, las once del álbum normal y las tres canciones bonus.

## Lista de canciones
| N.º | Título                 | Duración |  |
| 1.  | «No Hope»              | 4:10     |  |
| 2.  | «I Always Knew»        | 3:34     |  |
| 3.  | «Teenage Icon»         | 3:05     |  |
| 4.  | «All in Vain»          | 3:52     |  |
| 5.  | «Ghost Town»           | 2:21     |  |
| 6.  | «Aftershave Ocean»     | 4:10     |  |
| 7.  | «Weirdo»               | 4:49     |  |
| 8.  | «Bad Mood»             | 3:06     |  |
| 9.  | «Change of Heart Pt.2» | 2:18     |  |
| 10. | «I Wish I Was a Girl»  | 2:53     |  |
| 11. | «Lonely World»         | 5:02     |  |

| Pistas Extras de la Versión Deluxe |                                  |          |  |
| N.º                                | Título                           | Duración |  |
| 12.                                | «Runaway (pista adicional)»      | 2:49     |  |
| 13.                                | «Possessive (pista adicional)»   | 3:42     |  |
| 14.                                | «Misbehaviour (pista adicional)» | 2:58     |  |

| Versión Deluxe Directo de Brighton (CD) |                           |          |  |
| N.º                                     | Título                    | Duración |  |
| 1.                                      | «No Hope»                 | 4:07     |  |
| 2.                                      | «Wreckin' Bar (Ra Ra Ra)» | 1:43     |  |
| 3.                                      | «Tiger Blood»             | 2:28     |  |
| 4.                                      | «A Lack of Understanding» | 3:08     |  |
| 5.                                      | «Wetsuit»                 | 4:24     |  |
| 6.                                      | «Teenage Icon»            | 3:15     |  |
| 7.                                      | «Under Your Thumb»        | 2:27     |  |
| 8.                                      | «Post Break Up Sex»       | 2:55     |  |
| 9.                                      | «All in White»            | 4:42     |  |
| 10.                                     | «Wolf Pack»               | 2:50     |  |
| 11.                                     | «Weirdo»                  | 5:01     |  |
| 12.                                     | «Blow It Up»              | 2:40     |  |
| 13.                                     | «Bad Mood»                | 3:21     |  |
| 14.                                     | «If You Wanna»            | 3:27     |  |
| 15.                                     | «Family Friend»           | 8:56     |  |
| 16.                                     | «Why Should I Love You?»  | 3:48     |  |
| 17.                                     | «Norgaard»                | 2:32     |  |

## Posicionamiento en listas
| Lista                         | Posición más alta |
| ----------------------------- | ----------------- |
| Australia (ARIA)              | 43                |
| Irlanda (Irish Albums Chart)  | 8                 |
| Reino Unido (UK Albums Chart) | 1                 |